# Jimmie Nicol
James George Nicol (London, Engleska, 3. kolovoza 1939.) je engleski bubnjar i poduzetnik. Najbolje je poznat po tome što je bio privremena zamjena za bubnjara Ringa Starra iz Beatlesa, na kratko vrijeme tijekom vrhunca takozvane Beatlemanije 1964. godine, što ga je preko noći pretvorilo iz običnog čovjeka u svjetsku rock zvijezdu pa ponovo u običnog čovjeka u manje od dva tjedna. Nicol se nadao da će njegov rad s Beatlesima uvelike pridonijeti njegovoj karijeri, ali umjesto toga pao je u zaborav istog trena kad se Ringo Starr vratio. Godine 1965., proglasio je bankrot zbog nekoliko neuspjelih glazbenih projekata. 
Godine 1967., nakon što je radio s brojnim glazbenicima, što uključuje i Spotnickse, napustio je glazbenu industriju kako bi se posvetio poduzetništvu. Kroz desetljeća, Nicol je svojevoljno sve više padao u zaborav, odbijavši komentirati svoje vrijeme s Beatlesima i bilo što oko njega. Ima sina, koji je dobitnik BAFTA nagrade za inženjering zvuka.

## Karijera i život prije Beatlesa (1959. – 1963.)
Jimmie Nicol probio se u svijet glazbe 1959. godine, kada ga je zamijetio menadžer Larry Parnes dok je bubnjao u Londonskom kafiću The 2i's Coffee Bar, u vrijeme kada je britanska skiffle glazba dominirala ljestvicama. Parnes je pozvao Nicola da se pridruži sastavu Colin Hicks & The Cabin Boys, koji je Parnes vodio zajedno s Johnom Kennedyijem (Colin Hicks je mlađi brat zabavljača Tommyija Steelea, kojeg je Parnes također vodio). Nakon što je pauzirao sa sastavom kako bi se pridružio orkestru koji je radio na mjuziklu Lionela Barta Fings Ain't Wot They Used T'Be, Nicol se ponovno pridružio sastavu kako bi nastupio s njima za njihovo pojavljivanje u talijanskom dokumentarcu Europa Di Notte iz 1958. godine, što im je donijelo popularnost u Italiji i mnogo nastupa u istoj. Početkom šezdesetih, Nicol je svirao s mnogim izvođačima, nekih od kojih su bili Vince Eager, Oscar Rabin, i Cyril Stapleton, a Charlie Knatz često mu je sređivao sesijske nastupe. Nicolovi glavni uzori su bili bubnjar Phil Seamen i saksofonist Julian "Cannonball" Adderley. 
Godine 1964., Nicol je osnovao Shubdubse, zajedno s basistom Bobom Garnerom iz Merseybeatsa. Bila je to jazz grupa, glazbeno slična glazbi sastava Georgie Fame and the Blue Flames. Ostali članovi Shubdubsa bili su Tony Allen (vokali), Johnny Harris (truba), Quincy Davis (saksofon), i Roger Coulam (orgulje). Tijekom tog vremena je zaprimio poziv od producenta Beatlesa, Georgea Martina. Nicol se prisjetio: "Odmarao sam nakon ručka kad je telefon zazvonio."

## S Beatlesima (1964.)
Dana 3. lipnja 1964. godine, Ringo Starr je morao biti hospitaliziran zbog upale krajnika, u čas prije australazijske turneje, Brian Epstein i njihov producent George Martin pod hitno su morali razmišljati hoće li unajmiti zamjenskog bubnjara ili otkazati turneju. Martin je predložio Jimmieja Nicola, pošto je nedavno radio s njim na albumu Tommyija Quicklyija. Nicol je također svirao na takozvanom top six EP-u, koji je sadržavao obrade pjesama Beatlesa, što je značilo da već zna većinu Beatlesovih pjesama. Producent Bill Wellings i trubač Johnny Harris producirali su album, kao ideju o jeftinijim i lakšim pronalaženjem Beatlesovih pjesama. Harris je rekao: "Prava ideja je zapravo bila da ja moram pogoditi koje će od njihovih pjesama biti budući hitovi. Sreća mi se nasmiješila i EP se našao na 30. mjestu na ljestvicama. Jimmie je svirao bubnjeve, i dobro je znao većinu Beatlesovih pjesama." Iako su se John Lennon i Paul McCartney brzo složili oko ideje zamjenskog bubnjara, George Harrison je zaprijetio da neće svirati, rekavši Epsteinu i Martinu: "Ako Ringo ne ide, ne idem ni ja. Slobodno pronađite još jednu zamjenu." Martin se prisjetio: "Skoro nisu otišli na tu turneju. George je jako odan lik. Epstein i ja smo ga jedva nagovorili da pristane, objasnivši mu da ako ne pristane da će iznevjeriti obožavatelje." Tony Barrow, tadašnji izvjestitelj Beatlesa, prisjetio se: "Brian je na to gledao kao koje je zlo zlobnije; otkazati turneju i iznevjeriti obožavatelje ili krenuti na turneju i rastužiti Beatlese." Ringo je rekao da mu je "bilo jako teško što su morali ići bez njega. Uzeli su Jimmiea Nicola pa sam mislio da me više ne vole – sve mi je to prolazilo kroz glavu." Cijeli dogovor odvio se u jednom danu, od telefonskog poziva Nicolu i njegove kratke audicije u Abbey Road Studiosu, do pakiranja torbi za put.  Na konferenciji za novinare, jedan novinar pitao je Lennona zašto nisu pozvali bubnjara Petea Besta, koji je bio prvi službeni bubnjar Beatlesa te onaj kojeg su izbacili iz grupe cik prije proboja u popularnost,  na što je Lennon odgovorio: "Pa on sada svirao u svojoj grupi [Pete Best & the All Stars], a možda bi i pomislio da ga želimo natrag, a to ne bi bilo dobro za njega."
Nicolov prvi nastup s Beatlesima dogodio se samo 27 sati kasnije, 4. lipnja u Copenhagenu, Danska. Ošišan je na poznatu "Beatles gljivu", obučen mu je Ringov smoking te stavljen na pozornicu pred 4,500 fanova Beatlesa. McCartney se prisjeto: "Sjedio je na svom stolcu i promatrao sve žene. Inače bi počeli 'She Loves You': [odbrojavanjem] 'jen', dva', ništa, 'jen', dva', i opet ništa!" Tipična set lista od jedanaest pjesama, smanjila se na deset, a izbačena je pjesma "I Wanna Be Your Man" na kojoj Ringo samostalno pjeva. McCartney je iz šale poslao telegram Starru: "Požuri se i ozdravi Ringo, Jimmie će ti iznositi sva odjela." Komentirajući svoju iznenadnu popularnost, Nicol je rekao: "Dan prije no što sam postao Beatle, cure nisu uopće bile zainteresirane za mene. Dan nakon, u odijelu i Beatle frizurom, vozio sam se u limuzini s Johnom i Paulom, a cure su umirale da me dotaknu. To je bilo doista neobično i zastrašujuće." Uspio se prisjetiti i kako su gubili vrijeme između nastupa: "Ja sam mislio da mogu piti i bariti ženske ko' nitko, a onda sam upoznao ove likove."
Dok su bili u Nizozemskoj, Nicol i Lennon navodno su cijelu noć proveli u javnoj kući. Lennon je rekao: "Bila je to ka nekakva scena na cesti. Satirikon! Postoje fotografija na kojima pužem u Amsterdamu, ravno iz javnih kuća, a ljudi mi govore 'Dobro jutro, John'. Sama policija me vozila to tih mjesta jer nisu htjeli nikakve skandale. Kada bi došli u grad, osvojili bi ga - ne bi se samo izležavali. Imali smo [žene]. Bile su super. Nismo ih zvali fan-curama, tada; zaboravio sam kako smo ih zvali, nešto kao 'likuše'." U to vrijeme, Beatlesi su postajali sve popularniji zbog čega su bili prisiljeni slobodno vrijeme provoditi u hotelskim sobama. Ali Nicol je otkrio da, osim što može biti Beatle, može biti i običan turist: "Često sam izlazio sam. Jedva me itko prepoznao pa sam mogao lutati gradom. U Hong Kongu sam vidio tisuće ljudi koji žive u malim brodićima u luci. Vidio sam izbjeglice u Kowloonu, čak sam bio i u noćnom klubu. Volim živjeti život. Beatlesi to zapravo nikad nisu mogli."
Nicol je odsvirao samo osam koncerata dok se Starr nije vratio za koncert u Melbourneu, Australija, dana 14. lipnja. Nije se mogao ni pozdraviti s Beatlesima pošto su spavali u vrijeme kada je morao ići. U zračnoj luci, Epstein ga je isplatio s čekom od £500 i zlatnim satom, na kojem bilo ugravirano : "Od Beatlesa i Briana Epsteina za Jimmyija – s razumijevanjem i zahvalnošću." George Martin je kasnije Nicola pohvalio jer je znao s čime prolazi dok se ponovno prilagođava normalnom životu: "Jimmie Nicol je bio jako dobar bubnjar koji je Ringove udarce naučio jako dobro. Fantastično je odradio posao, nakon čega je pao u zaborav." Paul McCartney rekao je: "Jimmieiju nije bilo lako zamijeniti Ringa, i staviti sav taj teret slave na svoje leđa. A istog momenta kada je njegov posao završio, više nije bio slavan." Nicol je sam kasnije objasnio svoje osjećaje: "To što sam zamijenio Ringa je najgora stvar koja mi se ikada dogodila. Do tad sam bio sretan, zarađivajući £30 ili £40 tjedno. Nakon što su nastupi završili, i ja sam." Odbijao je prodati svoje iskustvo, rekavši u rijetkom intervjuu iz 1987. godine: "Nakon što je novac počeo nestajati, mislio sam se to nekako unovčiti. Ali vremena su se mijenjala. A i nisam htio gaziti po Beatlesima. Bili su jako dobri prema meni."

## Karijera i život nakon Beatlesa (1964.-danas.)
Nicol ponovno je okupio Shubdubse, koje je preimenovao u Jimmy Nicol and the Shubdubs. Objavili su dva singla "Husky"/"Don't Come Back", nakon kojeg je uslijedio "Humpty Dumpty"/"Night Train"; nijedan nije bio komercijalni uspijeh. Kasnije su ga ponovno pozvali da zamijeni bolesnog bubnjara Davea Clarka iz The Dave Clark Five, Nicol je odbio, ali je umjesto toga nastupio sa svojim sastavom umjesto Clarkovog. U to vrijeme, Nicola su podsjetili koliko je, iako kratko, bio popularan dok je bio Beatle; zaprimio je preko 5,000 pisama obožavatelja koje mu je proslijedio australijski radio DJ. Nicol je na većinu pisama odgovorio, zahvaljujući se obožavateljima kojima je obećao da će se jednoga dana zauvijek vratiti u Australiju. Dana 12. srpnja 1964. godine, ponovno se sreo s Beatlesima, pošto su oni i Nicolov sastav imali koncert u isto vrijeme na hipodromu u Brightonu. Godine 1965., Nicol je bankrotirao s dugom od £4,066, samo devet mjeseci nakon što je bio Beatle. Kasnije iste godine, pridružio se uspješnoj švedskoj grupi the Spotnicks, s kojima je snimao dva albuma i svirao diljem svijeta. Napustio ih je 1967. godine, te se preselio u Meksiko, gdje je učio ritmove sambe i bosse nove, dok je istovremeno započinjao s poduzetništvom. Godine 1975. se vratio u Englesku u kojoj se bavio obnovom kuća. Godine 1988., pojavile su se glasine da je Nicol preminuo, godinu dana nakon njegova zadnja intervjua i četiri godine nakon njegova pojavljivanja na Beatles konvenciji u Amsterdamu, ali u članku novina Daily Mail iz 2005. godine, rečeno je kako je Nicol živ i zdrav te da i dalje odbija davati intervjue i pričati o svom vremenu s Beatlesima. Isti izvor kasnije je tvrdio kako se 2013. godine preselio u Meksiko zajedno sa svojom tadašnjom ženom, unatoč tomu što mu ni obitelj ni prijatelji nisu imali kontakt s njim.

## Počasti
Tijekom svog kratkog vremena s Beatlesima, Lennon i McCartney često su ga pitali kako se nosi sa svim ovim, na što bi on rekao "postaje bolje". Tri godine kasnije, McCartney je u cik zore šetao svoju kujicu, Marthu, zajedno s Hunterom Daviesom, službenim biografom Beatlesa. McCartney je spomenuo kako vrijeme "postaje bolje" što ga je nasmijalo, i prisjetilo na Nicola. Taj događaj inspirirao je pjesmu "Getting Better" s albuma Sgt. Pepper's Lonely Hearts Club Band iz 1967. godine. McCartney je ponovno spomenuo Nicola na snimkama albuma Let It Be iz 1969. godine, u jednoj od kojih je rekao: "Mislim da ćete saznati da nećemo putovati, jer Ringo jednostavno ne želi putovati. Čvrsto je to odlučio. Možda bi Jimmie Nicol htio putovati."  
Dok je 2016. godine gostovao u radijskoj emisiji Fresh Air, koju je vodio Terry Gross, Tom Hanks je rekao kako je bio djelomično inspiriran s Jimmie Nicolovim iskustvom s Beatlesima kad je pisao scenarij za svoj film iz 1996. godine To što mi radiš

## Diskografija i povijest nastupa
| 1950-te       | - Pjevao je u zboru u školi Honeywell Road, London. - Boys' Brigade (udaraljke). - Army Cadet vojnički sastav (udaraljke i ksilofon). - Kratko vrijeme radio je kao popravljač bubnjeva za proizvođača Boosey & Hawkes.                                                                  | - Pjevao je u zboru u školi Honeywell Road, London. - Boys' Brigade (udaraljke). - Army Cadet vojnički sastav (udaraljke i ksilofon). - Kratko vrijeme radio je kao popravljač bubnjeva za proizvođača Boosey & Hawkes. |
| 1957. – 1958. | Colin Hicks & The Cabin Boys. (Colin Hicks mlađi je brat britanske rock 'n' roll zvijezde Tommyija Steelea). Objavljeni singlovi: - Pye 7N15114 "Wild Eyes And Tender Lips" / "Empty Arms Blues" - Pye 7N15125 "La Dee Dah" / "Wasteland" - Pye 7N15163 "Little Boy Blue" / "Jamabalaya" | Colin Hicks & The Cabin Boys. (Colin Hicks mlađi je brat britanske rock 'n' roll zvijezde Tommyija Steelea). Objavljeni singlovi: - Pye 7N15114 "Wild Eyes And Tender Lips" / "Empty Arms Blues" - Pye 7N15125 "La Dee Dah" / "Wasteland" - Pye 7N15163 "Little Boy Blue" / "Jamabalaya" |
| 1959. – 1960. | Vince Eager and the Quiet Three. | Vince Eager and the Quiet Three. |
| 1960.         | Oscar Rabin Band. | Oscar Rabin Band. |
| 1961.         | Cyril Stapleton big band. | Cyril Stapleton big band. |
| 1961. – 1963. | Bubnjar u studiju (poslovi s orkestrima glazbenika Teda Heatha i Johnnyija Dankwortha). | Bubnjar u studiju (poslovi s orkestrima glazbenika Teda Heatha i Johnnyija Dankwortha). |
| 1964.         | | The Shubdubs. Objavljeni singlovi - "Humpty Dumpty" / "Night Train" – Pye 7N15623 2/1964 / US: Mar–Mar Records 313 1964 - "Husky" / "Please Come Back" – Pye 7N15666 6/1964 (imenovan kao 'Jimmy Nicol') - "Baby Please Don't Go" / "Shubdubery" – Pye 7N15699 10/1964 |
| 1964.         | travanj / svibanj | Nastupi s Georgriem Fameom i The Blue Flames. |
| 1964.         | lipanj | The Beatles (kao privremena zamjena Ringa Starra). - 4. lipnja 1964.: KB Hallen, Copenhagen, Danska. - 5. lipnja 1964.: Treslong, Hillegom, Nizozemska, (snimano za TV). - 6. lipnja 1964.: Auction Hall (Veilinghal), Blokker, Nizozemska - 9. lipnja 1964.: Princess Theatre, Kowloon, Hong Kong. - 12. lipnja 1964.: Centennial Hall, Adelaide, Australija. - 13. lipnja 1964.: Centennial Hall, Adelaide, Australija. |
| 1964. – 1965. | Nastupi kao: Jimmy Nicol & The Shubdubs Samostalni singlovi: The Sound of Jimmy Nicol - "Sweet Clementine" / "Roaring Blue" – Decca F12017 | Nastupi kao: Jimmy Nicol & The Shubdubs Samostalni singlovi: The Sound of Jimmy Nicol - "Sweet Clementine" / "Roaring Blue" – Decca F12017 |
| 1965. – 1967. | The Spotnicks. Objavljeni singlovi kao: The Spotnicks zajedno s Jimmieom Nicolom - "Husky" / "Drum Diddley" – SweDisc SWES 1111 | The Spotnicks. Objavljeni singlovi kao: The Spotnicks zajedno s Jimmieom Nicolom - "Husky" / "Drum Diddley" – SweDisc SWES 1111 |
| 1967.         | Nicol je živio u Meksiku gdje je radio sa samba i bossa nova grupama. Oženio se i dobio sina, Howarda, koji je 90-tih osvojio BAFTA nagradu za inženjering zvuka na BBC-ovoj kolekciji Beatlesovih snimaka.                                                                              | Nicol je živio u Meksiku gdje je radio sa samba i bossa nova grupama. Oženio se i dobio sina, Howarda, koji je 90-tih osvojio BAFTA nagradu za inženjering zvuka na BBC-ovoj kolekciji Beatlesovih snimaka. |
| 1969.         | Jimmie Nicol Show: - "Jumpin' Jack Flash" / "Era Psicodelica Del A Go Go" – Discos Orfeon LP-E-12-623 (Mexico)(LP) (pjevano na Španjolskom). | Jimmie Nicol Show: - "Jumpin' Jack Flash" / "Era Psicodelica Del A Go Go" – Discos Orfeon LP-E-12-623 (Mexico)(LP) (pjevano na Španjolskom). |
| 1971.         | "Blue Rain" (meksička rock grupa koja je snimala u Nicolovoj kući). | "Blue Rain" (meksička rock grupa koja je snimala u Nicolovoj kući). |

## Vanjske poveznice
- "Jimmie Nicol" - pmouse.nl. iz 2010.
- Jimmie Nicol - diskografija na Discogs
- Biografija - na feenotes.com

|  | Zajednički poslužitelj ima još gradiva o temi Jimmie Nicol |